# Policejní akademie 7: Moskevská mise
Policejní akademie 7: Moskevská mise je filmová komedie natočená v roce 1994, kterou režíroval Alan Metter.

## Obsah filmu
Počítačová hra The Game je celosvětově velmi úspěšná a distribuuje ji ruský podnikatel a celostátně známá postava podsvětí Konstantin Konali, kterému se zatím vždy dařilo vyhýbat se trestnímu stíhání. Konali má v úmyslu dále rozšiřovat svou moc. Boris Jelcin je tímto stavem velmi rozzloben a pověřuje velitele moskevské policie Rakova, aby problém vyřešil. Rakov se obrátí na velitele Lassarda, šéfa policejní školy v jednom z velkých amerických měst, protože Konali tam již působil.
Operace v Moskvě se mají zúčastnit velitel Lassard, kapitán Harris, kapitán Callahanová, seržant Tackleberry, seržant Larvell Jones a kadet John Webster.
Kadet Webster je nejlepší ve třídě, získal řadu ocenění, ačkoli je teprve kadetem, a má se zúčastnit jako soudní znalec. Kvůli počítačové chybě ho však v seznamu nahradí jiný kadet Kyle Connors, který byl ve skutečnosti právě z akademie vyloučen kvůli strachu z výšek. Connors tedy nedostane od velitele propouštěcí papíry, jak se očekávalo, ale stane se členem týmu, který jede do Moskvy.
O americké policisty se má postarat poručík Talinskij, který vede oddělení organizovaného zločinu moskevské policie. Překladatelkou je atraktivní policistka Katrina, která Connorse okamžitě zaujme.
Když nastoupí do auta, dojde k záměně: Lassard omylem nastoupí do špatného auta, jehož cestující si splete s rodinou velitele Rakova. Talinskij ho už nemůže zastavit. Lassard jede s rodinou na pohřeb a stráví s nimi i několik dalších dní. Je bezradný, protože nedokáže komunikovat ani se svými hostiteli.
Talinskij se snaží Lassardovu nepřítomnost utajit, protože je za něj zodpovědný a nemohl jeho zmizení zabránit. Pověřuje hotelového portýra, aby použil trik, díky němuž se ostatní Američané nedostanou do pokoje. Pro Talinského jsou američtí policisté stejně nežádoucí a chce se jich co nejrychleji zbavit.
Konali plánuje další převrat a najímá programátora Adama Sharpa, aby naprogramoval novou hru nazvanou Nová hra, která mu umožní přístup ke všem počítačovým systémům na světě. Američtí policisté zasahují do práce Konaliho poskoků a prozkoumávají jeho okolí. Proto vydá rozkaz k jejich zavraždění. Během návštěvy Gorkého parku se jeho muži pokusí Jonese zastřelit, ale nepodaří se jim to.
Během tajné operace v kasinu je Konali okouzlen Callahanovou, která se vydává za zpěvačku, a domluví si s ní schůzku. Connorsovi se podaří na Konaliho zapůsobit a je jím najat. Je nasazen na práci v Konaliho skladišti a objeví Adama, který mu řekne o Nové hře. Hra je téměř hotová.
Tip, který prozradil Konali o převodu peněz na baletním představení, se ukáže jako falešný. Akce končí chaosem. Rakov je velmi rozzlobený a policisté mají opustit zemi. Při odjezdu je Callahan unesen Konaliho nohsledy. Pomocí naváděcího zařízení se jim podaří auto sledovat.
Konali se střetne s Callahanem. Když se dozví, že policie již používá Novou hru, jede do svého skladu, aby otestoval přístup. Ostatní vtrhnou do budovy a zjistí pravdu o hře. Konali však kapitána Harrise přemůže a podaří se mu uniknout. Ve své restauraci se náhodou setkává s Lassardem. Myslí si, že ho chce Lassard napadnout, a začne šermířský souboj, který Lassard vyhraje.
Při slavnostním ceremoniálu je Lassardovi předána medaile a vítězství je oslaveno.

## Zajímavosti
- Film byl jedním z prvních amerických filmů natočených ve spolupráci s bývalým Sovětským svazem. Díky tomu se většina natáčení mohla odehrávat na původních místech přímo v Moskvě. Tato neobvyklá okolnost zajistila mimo jiné povolení k natáčení na moskevském letišti, což personál letiště udivilo. Výrobní tým se však také opakovaně setkával s problémy. Scéna v Gorkého parku, kde se Konaliho gangsteři snaží zavraždit Jonese, vedla k zásahu policie, protože mikrofon Michaela Winslowa rušil policejní vysílačku. Policisté však znali minulé filmy Policejní akademie, a tak zůstali a sledovali zbytek natáčení.
- Natáčení probíhalo mimo jiné i během ruské ústavní krize v roce 1993, takže celý tým musel jeden natáčecí den zůstat v hotelu, protože v ulicích byla armáda a natáčelo se. Filmový tým byl také pod drobnohledem armády a policie. Teprve ukázky zvukové imitace Michaela Winslowa pak zajistily, že působili věrohodně a mohli pokračovat.
- Některé části filmu byly natočeny s velkými náklady. Například baletní scéna byla natočena se skutečným špičkovým baletním souborem a asi 800 komparzisty. Píseň, kterou ve scéně na lodi zpívá Leslie Easterbrook alias Debbie Callahan, nahrála již dříve v nahrávacím studiu.
- Obálka s šekem, kterou policisté převezmou od Konaliho v divadle, je adresována charitativní organizaci Sunshine Kids. Herec G. W. Bailey, který hraje kapitána Harrise, vede od roku 2001 nadaci Sunshine Kids, organizaci pro děti s rakovinou.

## Podobnosti a rozdíly s jeho předchůdci
Film se od svých předchůdců liší v řadě detailů. Zmínit je třeba:
- Všechny předchozí filmy byly vydávány v ročních intervalech, zatímco tento film byl vydáván pět let.
- V úvodních titulcích se na rozdíl od všech ostatních filmů již nezobrazuje panorama města, ve kterém se Policejní akademie odehrává. Nové úvodní titulky zobrazují pouze logo Policejní akademie na černém pozadí.
- Chybí také modrý nápis Policejní akademie. V tomto písmu se stále objevují pouze slova "Policejní akademie". Zbytek titulků je napsán modernějším písmem.
- Další změnou vzhledu je, že vlajka Akademie má základní červenou barvu. Až do šestého filmu byla vlajka vždy modrá. Ve třetím filmu byla červená dokonce barvou nepřátelské akademie velitele Mausera. Vlajka kozáckých jezdců v závěrečných titulcích je však opět modrá.
- Děj filmu se odehrává v Moskvě. Jedná se tak o druhý film odehrávající se mimo nejmenované město, které je dějištěm všech ostatních filmů. Pátý film se odehrával v Miami, čtvrtý film obsahuje scénu odehrávající se v Anglii.
- Poprvé je padouch jasně pojmenován hned na začátku a lze ho brát alespoň z poloviny vážně.
- Poprvé a naposledy se antagonista z řad policie (opět Thaddeus Harris) musí obejít bez pomocníka.
- Napodobování Bruce Leeho doplněné o bojové umění, které Larvell Jones předváděl v každém filmu od druhého dílu, zde chybí.
- Žádný jiný film se nespoléhá na tak malé herecké obsazení. V dřívějších filmech se rozmanitost postav často využívala k tomu, aby se děj mohl odehrávat na různých místech. Omezený počet postav v tomto filmu znamená, že jednotlivé postavy často jednají zcela osamoceně.
- Poprvé od čtvrtého filmu je součástí děje opět policejní výcvik, i když pro další vývoj událostí není důležitý.
- Způsob natáčení se od předchozích filmů výrazně liší v tom, že gagy jsou zaměřeny spíše na děti. První filmy Policejní akademie byly ještě filmy pro teenagery.

## Obsazení
| George Gaynes      | velitel Eric Lassard |
| Michael Winslow    | Larvell Jones        |
| David Graf         | Eugene Tackleberry   |
| Leslie Easterbrook | Debbie Callahan      |
| G. W. Bailey       | Thaddeus Harris      |
| Claire Forlani     | Kate                 |
| Ron Perlman        | Konali               |
| Christopher Lee    | Alexander Rakov      |
| Charlie Schlatter  | Connors              |
| Gregg Berger       | Talinskij            |
| Alexandr Skorochod | Jelcin               |